# لی هسین-هان
لی هسین-هان (انگلیسی: Lee Hsin-han؛ زادهٔ ۱۹ مهٔ ۱۹۸۸) یک تنیس‌باز اهل تایوان است.